# Плуран
Плура́н (фр. Plourhan, брет. Plourc'han) — коммуна во Франции, находится в регионе Бретань. Департамент — Кот-д’Армор. Входит в состав кантона Плуа. Округ коммуны — Сен-Бриё.
Код INSEE коммуны — 22232.

## География
Коммуна расположена приблизительно в 390 км к западу от Парижа, в 105 км северо-западнее Ренна, в 16 км к северо-западу от Сен-Бриё.

## Население
Население коммуны на 2016 год составляло 1 989 человека.
| 1962 | 1968 | 1975 | 1982 | 1990 | 1999 | 2010 | 2016 |
| ---- | ---- | ---- | ---- | ---- | ---- | ---- | ---- |
| 1193 | 1164 | 1157 | 1189 | 1326 | 1546 | 1954 | 1989 |

## Экономика
В 2007 году среди 1152 человек в трудоспособном возрасте (15—64 лет) 846 были экономически активными, 306 — неактивными (показатель активности — 73,4 %, в 1999 году было 67,9 %). Из 846 активных работали 800 человек (421 мужчина и 379 женщин), безработных было 46 (18 мужчин и 28 женщин). Среди 306 неактивных 86 человек были учениками или студентами, 137 — пенсионерами, 83 были неактивными по другим причинам.

## Города-побратимы
- Жеромпон (Бельгия, с 1973)[3]